# Biatlon na Zimních olympijských hrách 2014 – závod s hromadným startem muži
Závod s hromadným startem mužů na Zimních olympijských hrách 2014 se konal v úterý 18. února v lyžařském středisku v Centru biatlonu a běžeckého lyžování Laura nedaleko Krasné Poljany. Zahájení závodu proběhlo v 14:45 místního času UTC+04:00 (11:45 hodin SEČ).
Obhájcem olympijského zlata byl Rus Jevgenij Usťugov, který závod dokončil na devatenáctém místě.
Třetí zlatou olympijskou medaili vybojoval norský závodník Emil Hegle Svendsen, který ve finiši porazil o špičku boty Francouze Martina Fourcada a nedovolil mu tak získat třetí zlato na těchto olympijských hrách. Třetí v pořadí skončil český biatlonista Ondřej Moravec, pro kterého to byla po stříbru ze stíhačky už druhá medaile z této olympiády.

## Výsledky
| P                           | SČ | Jméno                   | Stát                   | Čas     | Střelba     | Ztráta  |
| --------------------------- | -- | ----------------------- | ---------------------- | ------- | ----------- | ------- |
| Zlatá olympijská medaile    | 9  | Emil Hegle Svendsen     | Norsko                 | 42:29,1 | 0 (0+0+0+0) | —       |
| Stříbrná olympijská medaile | 2  | Martin Fourcade         | Francie                | 42:29,1 | 1 (1+0+0+0) | +0,0    |
| Bronzová olympijská medaile | 4  | Ondřej Moravec          | Česko                  | 42:42,9 | 0 (0+0+0+0) | +13,8   |
| 4.                          | 25 | Jakov Fak               | Slovinsko              | 42:57,2 | 2 (0+1+1+0) | +28,1   |
| 5.                          | 8  | Jevgenij Garaničev      | Rusko                  | 43:25,3 | 3 (0+1+1+1) | +56,2   |
| 6.                          | 18 | Fredrik Lindström       | Švédsko                | 43:30,5 | 2 (0+1+0+1) | +1:01,4 |
| 7.                          | 3  | Dominik Landertinger    | Rakousko               | 43:32,8 | 2 (1+0+0+1) | +1:03,7 |
| 8.                          | 12 | Johannes Thingnes Bø    | Norsko                 | 43:34,2 | 1 (1+0+0+0) | +1:05,1 |
| 9.                          | 28 | Brendan Green           | Kanada                 | 43:38,3 | 2 (1+1+0+0) | +1:09,2 |
| 10.                         | 22 | Jean-Philippe Leguellec | Kanada                 | 43:41,6 | 1 (0+0+0+1) | +1:12,5 |
| 11.                         | 13 | Anton Šipulin           | Rusko                  | 43:48,2 | 3 (0+1+1+1) | +1:19,1 |
| 12.                         | 23 | Björn Ferry             | Švédsko                | 43:48,3 | 3 (1+1+1+0) | +1:19,2 |
| 13.                         | 10 | Simon Schempp           | Německo                | 43:48,3 | 3 (2+1+0+0) | +1:19,2 |
| 14.                         | 21 | Andrejs Rastorgujevs    | Lotyšsko               | 43:53,1 | 3 (0+1+1+1) | +1:24,0 |
| 15.                         | 27 | Matej Kazár             | Slovensko              | 44:25,6 | 2 (0+1+1+0) | +1:56,5 |
| 16.                         | 11 | Simon Eder              | Rakousko               | 44:30,7 | 4 (1+1+1+1) | +2:01,6 |
| 17.                         | 7  | Jean-Guillaume Béatrix  | Francie                | 44:34,2 | 3 (0+0+2+1) | +2:05,1 |
| 18.                         | 16 | Arnd Peiffer            | Německo                | 44:35,0 | 4 (0+1+2+1) | +2:05,9 |
| 19.                         | 14 | Jevgenij Usťugov        | Rusko                  | 44:37,3 | 3 (0+0+1+2) | +2:08,2 |
| 20.                         | 15 | Dmitrij Malyško         | Rusko                  | 44:42,9 | 4 (1+0+3+0) | +2:13,8 |
| 21.                         | 30 | Tim Burke               | Spojené státy americké | 44:55,9 | 4 (2+0+2+0) | +2:26,8 |
| 22.                         | 1  | Ole Einar Bjørndalen    | Norsko                 | 45:08,3 | 6 (2+0+0+4) | +2:39,2 |
| 23.                         | 29 | Lowell Bailey           | Spojené státy americké | 45:19,2 | 5 (2+1+1+1) | +2:50,1 |
| 24.                         | 6  | Jaroslav Soukup         | Česko                  | 45:22,2 | 4 (0+1+0+3) | +2:53,1 |
| 25.                         | 26 | Dominik Windisch        | Itálie                 | 45:28,4 | 5 (1+1+3+0) | +2:59,3 |
| 26.                         | 5  | Erik Lesser             | Německo                | 45:34,2 | 4 (0+0+2+2) | +3:05,1 |
| 27.                         | 20 | Christoph Sumann        | Rakousko               | 45:39,0 | 4 (1+2+1+0) | +3:09,9 |
| 99.                         | 17 | Lukas Hofer             | Itálie                 | DNF     | 4 (2+2+0)   | +9:99,9 |
| 99.                         | 19 | Nathan Smith            | Kanada                 | DNF     | 5 (2+3)     | +9:99,9 |
| 99.                         | 24 | Simon Fourcade          | Francie                | DNF     | 2 (2)       | +9:99,9 |